# Stenosophrops shykshana
Stenosophrops shykshana är en skalbaggsart som beskrevs av Kobayashi 1990. Stenosophrops shykshana ingår i släktet Stenosophrops och familjen Melolonthidae. Inga underarter finns listade i Catalogue of Life.